# 경기청년 해외봉사단
경기청년 해외봉사단은 대한민국 경기도에서 운영하는 청년 해외봉사 프로그램이다. 참여 대상은 만 19세부터 39세까지이며 주민등록상의 경기도 거주민으로 한정한다. 파견 규모는 매년 달라지며 통상적으로 100명에서 200명 내외 남짓이다. 파견국가는 정부 중점협력국 및 도 우호협력국 중 선정하여 진행한다. 경기도 국제개발 협력사업 지원 조례 및 지방회계법을 준용하여 운용한다.

## 관련 부서
현 김동연 도지사 취임 후 경기도 국제경제협력과 내 국제개발협력팀에서 시행한다. 2020년에는 평화협력과 내 국제평화센터에서 시행하였다.

## 해외 자원봉사
경기청년해외봉사단에 참여하면 개발도상국에 가서 환경, 교육 등 여러 분야의 자원봉사를 평균 2주 동안 하게 된다. 2019년에는 2억 원으로 몽골과 베트남에 150명을 파견하였다. 2020년에는 6억 원, 온라인해외봉사단으로 에티오피아, 키르기스스탄으로 225명이 활동하였다. 2023년에는 6억 원으로 베트남, 우즈베키스탄, 캄보디아에 120명을 파견하였다. 2주동안 저개발국가에서 먹고 자고 생활해야 하므로, 어지간한 인내심만으로는 버티기 힘들뿐더러 안전사고 등에 휘말리지 않는 운도 많이 필요하다.

### 지원전략
경기청년해외봉사단은 국내에서 일정 기간 파견 교육받고, 출국하여 2주 정도 실제 프로젝트를 진행하는 것이 목표다. 자소서에는 희망국가 및 자기소개, 청년 시기에 달성하고 싶은 자기개발목표, 해외 봉사활동과 자신의 장단점, 팀 내 자신의 역할 및 포부, 봉사단 이후 진로 계획 등을 작성한다. 1차 서류전형에서는 지원서 상 기재된 사항에 대하여 지원 자격 여부 등을 점검한다. 2차 면접에서는 해외 봉사를 통해 이루고 싶은 점, 경험에 관하여 물어본다. 2차 면접까지 통과하게 되면 최종합격자를 발표하게 된다. 2023년에는 경쟁률이 13대 1을 넘었다고 한다.

### 활동 내용
- 첫째, 하드웨어 지원으로 공공시설인 초등학교 내 시설 신축 지원 또는 낙후된 건물 개보수 지원, 페인트 및 청소 작업 등 시행 등이 있다.
- 둘째, 아이들에게 환경의 중요성과 생물다양성 탐구의 기회 제공을 위해 숲 등을 조성한다. 식물에는 수혜국의 나무, 꽃, 식물로 구성한다.
- 셋째, 현지 아이들을 위해 교육, 미술, 보건, 위생, 한국 전통 놀이 등 다양한 활동 프로그램을 시행한다.
- 넷째, 지역주민과 현지 대학교와의 교류 시간을 통해 소통하거나, 한국 전통문화를 전달하기 위해 청년풍물단을 모집하여 문화교류를 할 때도 있다.
- 다섯째, 현지 진출 한인 기업을 방문하고 기업 대표 강연 및 인터뷰 등 진로 탐색 활동한다. 참가자에게 현지 경제 상황 확인 및 취업 정보를 지원한다.
- 여섯째, 대학생 유튜버나 편집자를 모집하여 경기도의 ODA 사업 및 해외 자원봉사를 SNS와 유튜브에 홍보한다. 봉사활동 후 지역탐방등의 자원봉사여행등이 있다고 한다.

### 장점
코이카 해외봉사단이 중장기로 운영하는 것에 비해, 현재 대한민국에서 존재하는 최대 규모의 단기 해외 봉사 프로그램이다. 해외 봉사는 주최, 주관에 의하여 3가지 정도로 나눌 수 있는데, 국가 및 공공기관, 기업, 개인이나 민간이 이에 해당한다. 경기청년해외봉사단은 경기도가 직접 운영하므로, 그나마 다른 자원봉사에 비해, 홍보활동을 덜 하는 편이다. 한 장의 사진을 찍기 위하여, 삽질을 계속해서 반복한다거나 하는 이상한 행동을 그나마 덜하다는 이야기이다. 또한 공고문을 보면, 소규모 프로젝트가 있는데, 이것은 현지에서 봉사활동 중에 무엇인가를 만들어서 현지에 기부하여 준다는 내용이다. 이것이 현지에 별로 도움이 되지 않는다고 하여, 다른 봉사단에서는 지양하는 추세에 있긴 하지만 경기도는 지금까지 이 방법을 고수하고 있다. 예를 들면, 2019년 베트남 호찌민에 작은 도서실을 리모델링 해준 사례이다. 기존 도서실을 청소하고, 책상이나 서랍을 페인트로 색칠하고, 한국에서 공수해간 도서를 넣어주는데 1주일 정도 걸리는 이 자원봉사활동이 경기도를 제외한 다른 봉사단에서는 점점 없어지는 추세이다. 전문가들의 의견과는 다르게, 실제로 현장에서 활동하는 청년에게는 이와 같은 활동이 큰 보람이 되기도 한다. 정치인과 연예인이 현장에서 기부금을 전달하고, 왜 사진을 찍는지를 생각해보면 그 이유를 알 수 있다.

### 단점
다른 봉사단이 체계적으로 운영되는 대기업 시스템이라면, 경기도 봉사단은 중소기업의 형태 비슷하다. 즉, 파견 기간이 그리 오래되지 않아서 인터넷상에 정보도 별로 없고, 물어볼 만한 사람도 없다는 것이다. 2019년 1회 파견을 시작으로 2024년 올해가 4회째 파견이다. 이 중 3회는 온라인 봉사단이었다. 이와 같은 이유로, 면접에서부터 "너는 무엇을 할 수 있냐?"는 방식으로 많이 진행된다. 운이 좋게도 함께 배정된 친구가 언어, 홍보 등에 뛰어난 능력이 있다면 나도 그 친구에게 배우고 현지의 어린이 및 마을에도 이바지하는 일거양득의 효과를 거둘 수 있다. 운이 좋다면 말이다. 그런데 세상일이 그렇지 않다는 게 문제이다. 사진을 잘 찍지 못하는데, 계속해서 사진을 찍어서 블로그에 업로드 하라고 하면, 그때부터 이 일을 고역이 된다. 결국 내가 자원봉사를 하러 이곳에 온 것인지, 아니면 단순 아르바이트를 대신해서 이 일을 하고 있는 것인지 헛갈릴 수 있다. 파견 국가 대부분은 영어를 쓰지 않는 현지어를 쓰는 나라여서, 의사소통 자체도 쉽지 않다. 물론 상기에 기술한 것처럼 현지 직원이 일을 잘하고 있다면 이와 같은 고민을 할 필요가 없다.

### 후기[13]
고인물이라고 말할지 모르지만, 2019년에 다녀온 후기가 라디오에 기사화 된 적이 있다. 아래는 당시 참가자 전경원 씨의 인터뷰 내용이다. "안녕하세요. 참가자 전경원이다. 첫째는 한글도서관 만들기라고 해서…. 베트남 호찌민 빈민가 지역에 지역아동센터를 가서 그쪽에 한글도서관을 만들어주고, 한글 가르치기, 문화교류 같은 교육봉사도 진행했고요. 두 번째는 저희가 기업탐방을 주로 진행했는데…. 현지에 있는 한국인 기업가분들을 초청해서 저희가 강연을 많이 들었어요. 저희가 여러 가지 취업을 모색하고 ‘이런 길도 있구나’ 할 수 있는 기업탐방 기회를 모색했고요. 세 번째는 저희 전 일정에 있어서 한국에 관심 있는 베트남 친구들을 모집하여 같이 활동했거든요. 봉사활동도 같이 했고…. 하루 이틀씩 문화 탐색도 진행하는데 그 친구들이 나중에 혹 가이드로…. 혹은 여러 가지 일자리로 진출할 수 있도록 도울 수 있는 그런 프로그램도 같이 진행했다. 경기도 청년 해외봉사단에서 기획단계부터 마무리까지 이렇게 직접 만들어가는 봉사단을 운영하였다. 저는 앞으로 지속해서 이런 국제활동에 관심을 가지고 싶는다. 또 다른 친구들은 이런 기업탐방 같은 것을 진행하면서 우리가 사실 청년 취업난이다. 이런 얘기를 많이 하는데 이런 해외 취업이 또 하나의 돌파구가 될 수 있다고 생각할 수 있는 좋은 기회였다. 앞으로도 이런 청년들이 해외건 국내건 여러 가지 참여할 수 있는 취업의 기회와, 좋은 일도 할 수 있는 봉사활동들이 많아져서…. 좀 더 좋은 사회를 만들어 가는데 이바지할 수 있는 활동들을 많이 경기도에서 만들어 주셨으면 한다."

## 경기도 국제개발협력사업(ODA)

### 역사
2003. 1.5억 이라크 난민지역 긴급 의료지원
2005. 5.6억 동티모르 의료지원, 미국 허리케인 피해지역 위문금 지급, 인도네시아 지진피해지역 구호물품 지원, 러시아 볼고그라드 문화 교류사업
2006. 4억 몽골 주민문화센터개보수 및 교육프로그램 지원, 동티모르 초등학교 기숙사 및 여성직업훈련센터 건립, 몽골 도 새마을 사업, 우즈베키스탄 고려인돕기 백내장 수술 및 위문사업, 러시아 볼고그라드사범대 한국어강좌, 러시아 연해주 불용소방차량 지원
2007. 3억 캄보디아 지역개발/교육지원사업, 베트남 의료지원사업, 몽골 자동차정비 기술지원, 몽골 새마을 국제협력사업, 러시아 연해주 수찬지역 고려인지원, 러시아 볼고그라드사범대 한국어강좌
2008. 6.5억 카자흐스탄 한국문화교육 지원사업, 러시아 연해주고려인 모국방문초청사업 지원, 중국 중국 쓰촨성 지진피해 재정지원, 카자흐스탄 알마티주 전통문화공연, 네팔 꾸린딸 지역 복지센터 건립, 라오스 비엔티엔시 청소년개발센터 건립, 몽골 바이앙헝거르 도시환경정비, 몽골국립과기대학 자동차정비기술교육, 러시아 볼고그라드사범대 한국어강좌, 몽골, 우즈벡 새마을 국제협력사업
2009. 2.5억 우즈베키스탄 '세종한글학교' 시설개보수 지원, 우즈베키스탄 고려인아동 ‘탁아소' 시설개보수, 베트남 응에안성 농업기술지원, 캄보디아 캄폿주 크나이마을 진입로 확장·보수, 몽골 국립과기대자동차정비기술교육 지원, 러시아 연해주 고려인문화센터 내 한글교육정보화센터 구축 지원
2010. 3억 라오스 비엔티엔시 청소년센터 지원사업, 캄보디아 농업전문인 초청연수, 카자흐스탄 고려인 청소년 IT장비 지원사업, 몽골 개도국공무원 여성정책 심화형 연수, 탄자니아 농업전문가(공무원) 초청연수, 몽골 국립과기대 자동차정비 기술교육, 베트남 베트남 농촌개발 지원사업, 베트남 농촌 주민 희망도서관 구축 지원 사업, 우즈베키스탄 고려인 아동시설 개보수 지원 사업, 몽골 경기도 시범농장마을 조성사업
2011. 5억 파라과이 알또빠라나주 농업기술 지원사업, 캄보디아 캄폿주 농업소득개발 시범사업, 인도네시아 여성공무원대상 e-Biz 방문교육, 몽골 울란바타르 근교 식수개선 우물지원, 러시아 연해주 유기농콩 가공공장 설립지원, 우즈베키스탄 세종한글학교 개교 20주년 기념 도서관 및 IT교실 건립, 필리핀 관개용수 및 가정용 식수시설 건립사업, 캄보디아 바탐방지역 초등학교 교실 재건축 사업, 필리핀 실랑지역 리잘병원 의료설비 지원
2012. 6억 캄보디아 캄폿주 농업소득개발 시범사업, 인도네시아 여성인적자원개발 현장체험연수, 캄보디아 공무원 초청연수 및 새마을 도서관 건립, 러시아 연해주 유기농콩 가공공장 설립지원(2차), 몽골 헬라스트 희망도서관 건립사업, 필리핀 세부 빈곤층 주민 및 청소년 건강증진사업, 키르기즈스탄 컴퓨터&어학교실 건립, 우즈베키스탄 한국어센터 개설, 라오스 소수부족 아동교육환경 지원 사업, 짐바브웨 경기희망미래센터 건립, 캄보디아 프놈펜왕립대학교 IT장비 구축사업
2013. 6.5억 베트남 연짝현 주민 건강증진사업, 몽골 다르항 절단장애인 의수족지원, 에티오피아 아다마 과학 기술 대학교 교육인프라 개선 및 교육역량 강화사업, 미얀마 양곤시 짜웃단구 요앗띳찌 고등학교 건립사업, 베트남 응에안성 빈시 빈곤여성 쉼터 건립, 베트남 빈곤아동 자립을 위한 교육지원 사업, 네팔 응급 및 취약진료 분야 의료장비 지원, 인도네시아 올 라이츠 빌리지 조성 프로젝트, 캄보디아 캄폿주 쯔띠알마을 병원 운영지원 및 의료진 역량강화 사업
2014. 3억 몽골 한국어  교육 ‘스마트 교실’ 구축, 온두라스 ‘배움을위한빛’ 사업, 에티오피아 아다마시 교사 역량강화센터 건립
2015. 9억 모잠비크 아프리카 유기질 비료지원 사업, 네팔 지진 피해지역 안전한 학교 재건축, 몽골 한국어  교육 스마트 교실 구축 지원, 캄보디아 보건소 건립을 통한 의료접근성 강화, 캄보디아 꺼네익 지역아동의 교육환경 개선, 네팔 한국-네팔친선병원 중환자실 개선, 캄보디아 여성인적자원개발 역량강화 초청연수, 필리핀 직업훈련센터 미용역량강화 초청연수, 라오스 라오스 농촌지역 여성 역량개발 연수
2016. 27억 인도네시아 IT 청년 초청연수, 몽골 한국어 교육확대 스마트 교실, 중국 동북 3성 국제개발협력 및 교류증진, 캄보디아 자연농업 적정기술 활용 소득증대 사업
2017. 35억 몽골 스마트교실 구축 사업, 캄보디아 적정기술마을 사업, 베트남 한국어 스마트교실(달랏), 베트남 한국어 스마트교실(호치민), 인니,미얀마 ICT 글로벌 스타트업 초청연수, 미얀마 태양광 신재생에너지 마을 조성 사업
2018. 27억 몽골 한국어  스마트교실 사업, 베트남 한국어 스마트교실 사업, 중국 동북3성국제개발협력사업, 인니/베트남 ICT 글로벌 스타트업 초청연수, 미얀마 태양광 신재생에너지 마을 조성 사업

### 기본계획
경기도 ODA는 목적을 달성하기 위하여 3년마다 기본계획을 수립하고 있으며, 내용은 아래와 같다. (경기도 국제개발 협력사업 지원 조례)
```
1. 국제연합헌장의 제반 원칙 존중
2. 협력대상국의 자조 노력 및 능력 지원
3. 협력대상국의 개발 필요 존중
4. 개발 경험 공유의 확대
5. 국제사회와의 상호조화 및 협력 증진
```

### 사업 현황
국제사회의 평화증진을 위한 브랜드사업, 경기청년 해외봉사단 파견 사업, 미얀마 재난구호 등 인도적 지원 사업, 국내외 민간단체와의 협력사업, 사막화 방지 조림 사업, 국제개발협력 대상국과의 상생발전을 위한 초청 연수 사업, 국제개발협력 성과관리 사업 등이 있다.

### 파견국가
정부 중점협력국 및 중점협력 분야에서 선정한다. 아시아 12개국(베트남,인도네시아,캄보디아,필리핀,방글라데시,몽골,라오스,네팔,스리랑카,파키스탄,미얀마,인도), 아프리카 7개국(가나,에티오피아,르완다,우간다,탄자니아,세네갈,이집트), 중동-CIS 4개국(우즈벡,키르기스스탄,우크라이나,타지키스탄), 중남미 4개국(콜롬비아,페루,볼리비아,파라과이)이 있다. 도 우호협력국으로는 베트남,인니,캄보디아,필리핀,몽골,인도가 있다.

## 최근이슈
2024년 5월, 올해의 주관단체를 공개모집하였다. 세부 프로그램명은 기후 위기 대응 청년 특사단이다. 제목에서 보듯이, 해외 봉사활동의 주된 초점이 환경에 맞추어져 있다. 사업비는 11억 원으로 작년에 비해 큰 폭으로 증액되었으며, 사업 기간은 올해 12월까지이다. 내용은 경기도 그린 ODA 사업지에서 교류 연계 봉사, 인적교류 등이다. 파견국가는 키르기스스탄 비슈케크, 몽골 바안항고르주 울란바토르, 우즈베키스탄 타슈켄트, 캄보디아(동계), 필리핀(동계)이다. 국제개발협력의 사업을 선정하는 방식으로 국제개발 협력 분야의 전문단체들이 주로 참여하는 경향이 있다. 주관단체가 선정되면 24년 8월부터 파견이 진행될 예정이다. 6월초 카야인터내셔널이 선정되었다. 참가자 모집기한은 6월 17일부터 7월 5일까지이다. 최종합격자 발표는 7월 19일이다. 합격 후 국내교육이 이루어지며, 해외 파견일정은 2024년 8월중 3주 이내이다.
- 2019 주관단체[18] : 분당환경시민의모임, 컨소시엄 : 티브이디사회적협동조합(떠나리)[19], 서울국제친선협회, 한몽교류진흥협회, 한국항공대학교, 한국외국어대학교, 인덕대학교[20]

- 2020 주관단체 : 경기도자원봉사센터[21]
- 2021 - 2022 : 코로나로 봉사자 파견 중지

- 2023 주관단체 : 한국대학사회봉사협의회[22]
- 2024 주관단체 : 카야인터내셔널[23]

2024년 모집의 경우 공인어학성적이 없어도 지원가능하며, 기존 청년사다리 해외연수자도 신청 가능하다. 다만 2023년 경기 청년해외봉사단 기회오다 참가자는 참여 불가능하다. 봉사단 모집 설명회는 2024년 6월 20일(목) 오후 3시에 줌으로 진행될 예정이며, 주소는 주관단체인 카야인터내셔널이나 경기도 국제경제협력과에 문의하면 된다.